# هاهوي (أندونغ)

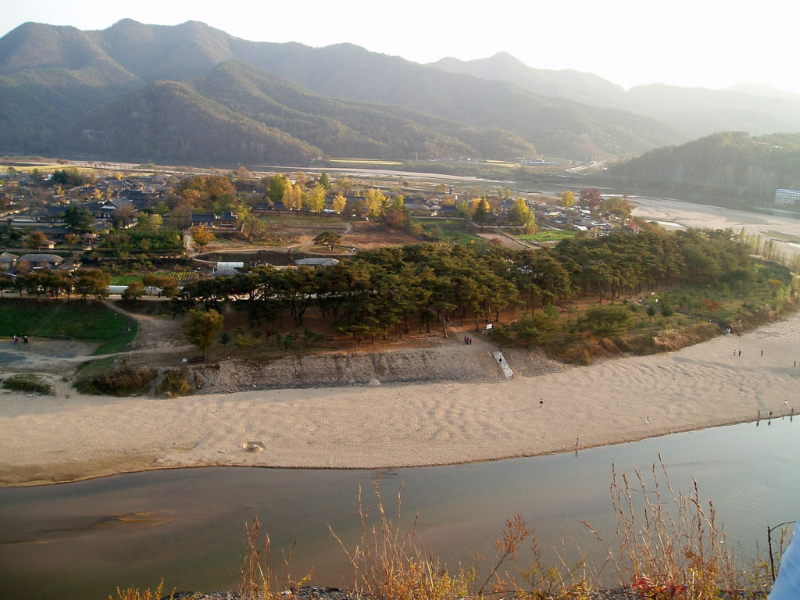
قرية هاهوي في آندونغ

## قريةهاهوي فيآندونغ
قرية هاهوي، قرية نظيفة
لأسرة بونغ سان ريو التي
تحافظ على نمط الحياة
الكورية التقليدية .اشتهرت
منطقة آندونغ بعد زيارة
الملكة/ أليزابيث الثانية سنة
1999 بمناسبة عيد ميلادها.

## وصلات خارجة
- "Vank". Voluntary Agency Network of Korea. مؤرشف من الأصل في 2019-05-05.
- "Korea Be Inspired". Korea Tourism Organization. مؤرشف من الأصل في 2010-07-04.